# Da Polenta

Stemma della Provincia di Ravenna con lo scudo dei Da Polenta

I da Polenta (o Polentani) furono una nobile famiglia italiana. Da Polenta deriva dal castello di Polenta, presso Bertinoro, da essa tenuto in enfiteusi. Il casato ebbe la signoria feudale di Ravenna dal 1275 al 1441 e di Cervia dal 1297 al 1441.

## Origini
I Da Polenta discendono dalla nobile famiglia Geremia o Geremei. Dai Geremia ebbero origine altre famiglie nobili italiane: Maffei, Buvatelli, Rambertini, Pritoni, ed altre ancora (tra cui i Traversari), tutte di origini germaniche ed imparentate fra loro che risiedettero in Bologna e in Ravenna. A loro volta, i Geremei tramandarono la loro ascendenza ad un antico duca germanico, Jeremias Duca di Colonia, che verso l'anno 715 fondò il casato a Bologna regnando l'Imperatore bizantino Teodosio III.

## Signori di Ravenna
Dal proprio castello a Polenta, nel comitato-diocesi di Forlimpopoli (i Polentani, in queste zone, avevano estesi possedimenti), la famiglia Da Polenta discese a Ravenna già almeno nel XII secolo. Nel corso del XIII secolo i suoi esponenti si radicarono nella città come dipendenti (enfiteuti) delle chiese cittadine e poi anche come funzionari (visconti) degli arcivescovi. A quel tempo la città era governata dalla famiglia ghibellina dei Traversari. I Polentani si inserirono, con opportunismo ed avvedutezza allo stesso tempo, nella vita politica comunale al loro fianco.
Nella seconda metà del secolo i Da Polenta ascesero come principale famiglia guelfa di Ravenna. Guido il Vecchio, figlio di Lamberto e capo dei guelfi della città, nel 1275 sottrasse la carica di podestà alla famiglia Traversari, ottenendo così il controllo di Ravenna. Da podestà, Guido aumentò il proprio potere fino a diventare, nel 1287, signore assoluto di Ravenna. Nel 1297 Guido il Vecchio abdicò a favore del figlio Lamberto I (†1316), che condivise il potere con il fratello Bernardino (†1313), che fu podestà di Cervia dal 1297. 
Morto Lamberto I, il potere passò al nipote Guido II Novello, amico di letterati e artisti e noto per avere ospitato Dante Alighieri negli ultimi anni della sua vita. Dopo le contese sostenute e le repressioni effettuate dai predecessori, il governo di Guido II rappresentò per Ravenna un periodo di tranquillità. Ma quando fu chiamato come capitano del popolo a Bologna, lo sostituì il fratello arcivescovo Rinaldo, che venne ucciso nel 1322 dal cugino Ostasio I. Ostasio I († 1346), oltre che di Ravenna, si impadronì anche di Cervia, con le uccisioni dello zio Bannino e di suo figlio Guido (avvenute nel 1326).
A Ostasio I successe il figlio Bernardino I, il quale, per governare incontrastato, fece morire di fame nelle carceri di Cervia i fratelli Lamberto II (†1347) e Pandolfo (†1347). A Bernardino I successe il figlio Guido Lucio III, benigno e pacifico. Questi, dopo trent'anni di signoria, venne imprigionato e lasciato morire di fame nel 1389 dai suoi sei figli. Dopo la morte di Guido III, governarono in un primo tempo insieme Azzo (†1394), Ostasio II, Bernardino II (†1400), Pietro (†1404), Aldobrandino (†1406) e Obizzo (†1431). Quest'ultimo rimase unico signore di Ravenna dopo la morte dei fratelli.
Intanto la supremazia della Repubblica di Venezia si era estesa fino a Ravenna e Obizzo fu costretto a nominare erede la Serenissima per il caso che i suoi figli non ne avessero seguito le direttive. Ciò offrì a Venezia il destro di deporre alla prima occasione il successore di Obizzo, Ostasio III, che con il figlio Girolamo venne relegato nell'isola di Candia nel 1441 e dove entrambi morirono nel 1447, estinguendosi in loro la famiglia.
Altro personaggio famoso della famiglia è Francesca da Polenta, conosciuta anche come Francesca Da Rimini, figlia di Guido I Minore, la cui fine tragica trovò commossa eco nel poema dantesco.

### Elenco dei signori di Ravenna
- Guido da Polenta (†1310) - 1275-1310
- Lamberto I da Polenta (†1316) - 1310-1316
  - Bernardino da Polenta 1310-1316, signore di Cervia 1297-1313
- Guido Novello da Polenta (†1333) - 1316-1322
- Ostasio I da Polenta (†1346) - 1322-1346
  - Bernardino I da Polenta (†1359) - 1346-1359
  - Lamberto II da Polenta (†1347) - 1346-1347
  - Pandolfo da Polenta (†1347) - 1346-1347
- Guido III da Polenta (†1389) - 1359-1389
  - Azzo da Polenta - 1389-1394
  - Ostasio II da Polenta (†1396) - 1389-1396
  - Bernardino II da Polenta (†1400) - 1389-1400
  - Pietro da Polenta - 1389-1404
  - Aldobrandino da Polenta (†1406) - 1389-1405
- Obizzo da Polenta (†1431) - 1405-1431
- Ostasio III da Polenta (†1447) - 1431-1441
- Alla Repubblica di Venezia - 1441